# Saint-Honoré (Isère)
Saint-Honoré is een gemeente in het Franse departement Isère (regio Auvergne-Rhône-Alpes). De plaats maakt deel uit van het arrondissement Grenoble. Saint-Honoré telde op 1 januari 2022 819 inwoners. 

## Geografie
De oppervlakte van Saint-Honoré bedroeg op 1 januari 2022 14,58 vierkante kilometer; de bevolkingsdichtheid was toen 56,2 inwoners per km².

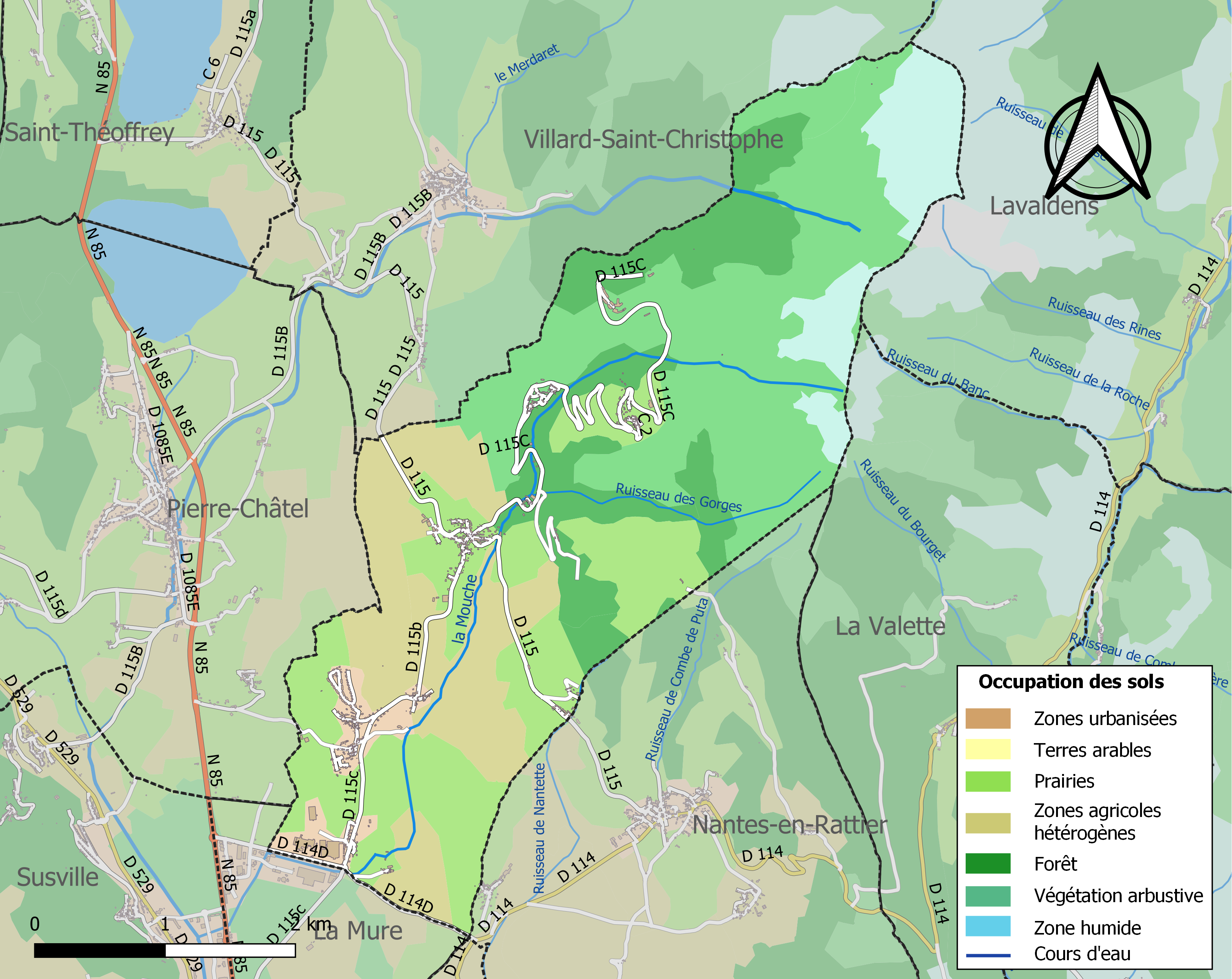
Kaart van de gemeente met de belangrijkste infrastructuur, bodemgebruik en omliggende gemeenten

## Demografie
Onderstaande figuur toont het verloop van het inwonertal (bron: INSEE-tellingen).